# Panchito Pistoles
Panchito Pistoles és un personatge de ficció de la Walt Disney Company. Panchito és un gall antropomòrfic. És de Mèxic i vesteix com un charro, amb el barret mexicà i dues pistoles. La primera aparició d'en Panchito va ser a la pel·lícula The three caballeros, on protagonitzà la pel·lícula amb els seus amics Donald Duck i José Carioca. D'ençà, Panchito i el seu ase Señor Martínez han aparegut a diverses historietes de còmic escrites per Don Rosa.
El seu nom, que ha aparegut diverses vegades a les seues aparicions en historieta i animació, és un nom ridículament llarg com Panchito Romero Miguel Junipero Francisco Quintero González o El gayo José Francisco Alisandro de Lima y de la loma Pancho Alegre. Note's com a ambdós noms es repeteixen els noms Francisco (Francesc, en castellà) i Pancho, un diminutiu del primer.

## Doblatge de Panchito

### Veus originals
- Joaquin Garay (The Three Caballeros)
- Carlos Alazraqui (The House of Mouse)